# إقليم مصراتة

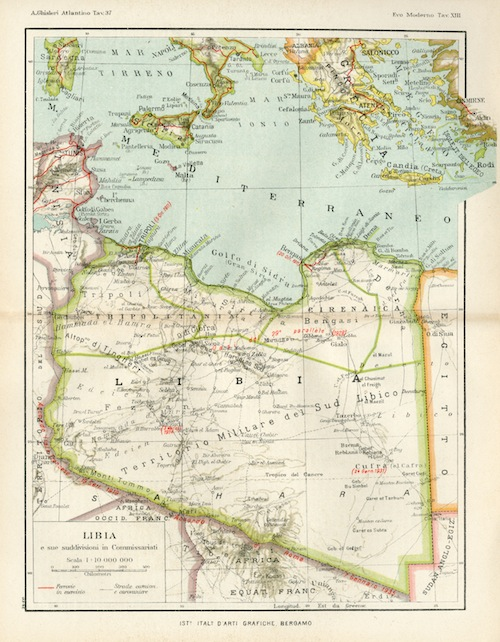

إقليم مصراته أو (بالإيطالية: Provincia di Misurata) المفوضية العامة لإقليم مصراته. تأسست في سنة 1937 في اطار مستعمرة ليبيا الإيطالية، وقسمت إلى 3 مقاطعات هي:
- مصراتة (المركز الإداري)
- زليتن
- الخمس
- طرابلس

كانت معظم السكان من العرب وأقلية من الأمازيغ إضافة إلى مجموعة من السودانيين واليهود. في حين تركز تواجد الإيطاليون في مصراتة والخمس، في العام 1943 احتلتها قوات الحلفاء أثناء الحرب العالمية الثانية.
تكون الإقليم جغرافيا من نصف مساحة إقليم طرابلس تقريبا، حيث ومن الشمال [[البحر الأبيض المتوسط|البحر الأبيض المتوسط  ومن الغرب مع إقليم طرابلس.